# Mas dels Canonges i capella de Sant Josep
El Mas dels Canonges i capella de Sant Josep és un conjunt de Vilamajor, al municipi d'Àger (Noguera) que forma part de l'Inventari del Patrimoni Arquitectònic de Catalunya.

## Descripció
Habitatge unifamiliar aïllat al que se li han anat afegint coses més modernes creant una petita plaça d'accés a l'habitatge. Tipologia tradicional de planta baixa, pis i golfa amb façana de carreus irregulars. Portal d'accés dovellat, de mig punt. Llindes de pedra a les finestres. Balconada noble del primer pis tapada. Arcs de descàrrega a les finestres. El remat de les golfes també ha estat modificat totalment, deixant només una finestra el·líptica.
Capella de sant Josep de Vilamajor